# Моисеев, Анатолий Семёнович
Анатолий Семёнович Моисеев (род. 26 октября 1947 года в посёлке Зекенбург (Заповедное), Славский район, Калининградская область, РСФСР, СССР) — российский политический деятель, депутат Государственной Думы ФС РФ первого созыва (1993—1995).

## Биография
В 1975 году получил среднее техническое образование по специальности «техник-лесовод» в Полоцком лесном техникуме. С 1965 по 1967 год работал лаборантом в средней школе, с 1967 по 1972 год работал в посёлке Заповедное Калининградской области администратором вокально-инструментальной группы «Берёзка». С 1975 по 1993 год работал директором клуба посёлка Заповедное.
В 1993 году был избран депутатом Государственной думы Федерального Собрания Российской Федерации первого созыва. В Государственной думе был членом комитета по организации работы Государственной Думы, входил во фракцию Либерально-демократической партии России.

## Законотворческая деятельность
За время исполнения полномочий депутата Государственной думы I созывов выступил соавтором закона «О порядке выезда из Российской Федерации и въезда в Российскую Федерацию».